# Scrapter pyretus
Scrapter pyretus är en biart som beskrevs av Davies 2006. Scrapter pyretus ingår i släktet Scrapter och familjen korttungebin. Inga underarter finns listade i Catalogue of Life.